# Al-Duhail SC
Der al-Duhail Sports Club (kurz al-Duhail SC; arabisch نادي الدحيل الرياضي, DMG Nādī d-Duḥail ar-riyāḍī, bis 2017 Lekhwiya SC) ist ein Mehrspartensportverein aus Doha in Katar.

## Abteilung Fußball
Die Herren-Fußballmannschaft spielt in der höchsten Liga des Landes, der Qatar Stars League.
Der Verein wurde 1938 als al-Shorta Doha gegründet und benannte sich 2009 in Lekhwiya SC um. In der Saison 2009/10 erreichte der Verein das Finale des Sheikh Jassim Cup, das man gegen al-Arabi mit 0:1 verlor. Im gleichen Jahr stieg man in die Qatar Stars League auf. Nach dem Aufstieg wurde der Kader zur Saison 2010/11 unter anderem mit Aruna Dindane, Bakari Koné und Abdeslam Ouaddou verstärkt. Am Ende der Saison gewann man erstmals den Meistertitel und qualifizierte sich damit für die AFC Champions League. Den Meistertitel gewann der Verein in den nachfolgenden sechs Spielzeiten vier weitere Male.
Zur Saison 2017/18 fusionierte der Verein mit al-Jaish zum al-Duhail SC.

### Vereinserfolge
- Aufstieg in die Qatar Stars League: 2009/10
- Katarischer Meister: 2010/11, 2011/12, 2013/14, 2014/15, 2016/17, 2017/18, 2019/20, 2022/23
- Emir of Qatar Cup: 2015/16, 2017/18, 2018/19, 2021/22
- Sheikh Jassim Cup: Finalist 2009/10

### Ehemalige Spieler
- Madjid Bougherra
- Kanga Akalé
- Bakari Koné
- Aruna Dindane
- Abdeslam Ouaddou
- Almoez Abdulla
- Medhi Benatia
- Mario Mandžukić
- Philippe Coutinho

### Ehemalige Trainer
- Djamel Belmadi (2010–2012, 2015–2018)
- Eric Gerets (2012–2014)
- Michael Laudrup (2014–2015)
- Rui Faria (2019–2020)
- Sabri Lamouchi (2020–2021)
- Hernán Crespo (2022–2023)
- Christophe Galtier (2023–2025)

### Aktueller Kader 2025/26
Stand: August 2025
| Nr. |            | Position | Name                |
| --- | ---------- | -------- | ------------------- |
| 1   | Katar      | TW       | Salah Zakaria       |
| 2   | Katar      | AB       | Youssef Ayman       |
| 3   | Brasilien  | AB       | Lucas Veríssimo     |
| 4   | Katar      | AB       | Mohamed Emad Aiash  |
| 5   | Katar      | MF       | Bassam al-Rawi      |
| 6   | Italien    | MF       | Marco Verratti      |
| 7   | Katar      | MF       | Ismail Mohamad      |
| 8   | Katar      | ST       | Edmílson Junior     |
| 9   | Polen      | ST       | Krzysztof Piątek    |
| 10  | Spanien    | MF       | Luis Alberto        |
| 11  | Katar      | ST       | Almoez Ali          |
| 12  | Katar      | AB       | Karim Boudiaf       |
| 14  | Katar      | ST       | Ghanem Al-Minhali   |
| 17  | Senegal    | AB       | Youssouf Sabaly     |
| 18  | Katar      | AB       | Sultan Al-Brake     |
| 19  | Frankreich | MF       | Benjamin Bourigeaud |
| 20  | Katar      | MF       | Abdullah Al-Ahrak   |

| Nr. |             | Position | Name                 |
| --- | ----------- | -------- | -------------------- |
| 22  | Italien     | AB       | Ibrahima Bamba       |
| 24  | Katar       | AB       | Homam Al-Amin        |
| 25  | Katar       | ST       | Mubarak Shanan Hamza |
| 29  | Katar       | ST       | Rashid Al-Abdulla    |
| 30  | Argentinien | TW       | Bautista Burke       |
| 38  | Katar       | AB       | Ibrahim Al-Mansoori  |
| 44  | Katar       | MF       | Abdelaziz Abu Shanab |
| 77  | Algerien    | ST       | Adil Boulbina        |
|     | Katar       | ST       | Abdelrahman Moustafa |
|     | Katar       | MF       | Khalid Mohamed       |
|     | Katar       | TW       | Shebab Ellethy       |
|     | Katar       | AB       | Mohammed Al-Naimi    |
|     | Katar       | ST       | Lotfi Madjer         |
|     | Katar       | MF       | Abdulaziz Mohammed   |
|     | Katar       | MF       | Fares Said           |
|     | Katar       | AB       | Abdalla Mugib Gamer  |
|     | Brasilien   | AB       | Tuta                 |

## Abteilung Handball
Das im Jahr 2013 gegründete Handballteam gewann in den Jahren 2013 und 2018 die nationale Meisterschaft.
Die Heimspiele werden im Abdullah-bin-Khalifa-Stadion ausgetragen.
Das Team nimmt am IHF Super Globe 2021 teil. Im Aufgebot des von Goran Džokić trainierten Teams steht dabei auch Rafael Capote.